# Michail Simonowitsch Wolobujew
Michail Simonowitsch Wolobujew (russisch Михаил Симонович Волобуев, ukrainisch Михайло Симонович Волобуєв Mychajlo Symonowytsch Wolobujew; * 11. Januarjul. / 24. Januar 1903greg. in Mykolajiw, Gouvernement Cherson, Russisches Kaiserreich; † 20. Juni 1972 in Rostow am Don, Sowjetunion) war ein sowjetisch-ukrainischer Ökonom.

## Leben
Michail Wolobujew arbeitete von 1923 an in Charkiw an der Glawpolitproswet (Главполитпросвет), einer staatlichen Behörde für Bildungs- und Propagandaarbeit, und war als Dozent an der pharmazeutischen technischen Schule in Charkiw, dem Institut für öffentliche Bildung, der Ökonomischen und wirtschaftlichen Technikerschule tätig. Später lehrte er als Professor für politische Ökonomie und ab 1930 als Abteilungsleiter am Charkower Institut für Maschinenbau.
Die Zeitschrift „Bolschewistische Ukraine“ (Nummer 2–3) publizierte 1928 einen umstrittenen Artikel von Wolobujew mit dem Titel Das Problem der ukrainischen Wirtschaft, der die Phasen der Entwicklung der Kolonialpolitik des Russischen Reiches in der Ukraine vor der Oktoberrevolution skizzierte. Wolobujew widerlegte darin die Version der vollständigen Einheit der vorrevolutionären russischen Wirtschaft. Gemäß Wolobujew war diese Wirtschaft zwar auf einer antagonistischen imperialistischen Basis vereint, aber im Hinblick auf die Zentrifugalkräfte der von ihr unterdrückten Kolonien war sie ein Komplex von Volkswirtschaften.
Den einzigen Wirtschaftskomplex bildete Wolobujew nach die Ukraine, was jedoch sowohl die russischen Ökonomen als auch Moskauer Regierungsgremien ignorierten.
Als eine Kolonie europäischen Typs betrachtet, wurde selbst der Name Ukraine vermieden und diese als Südlicher Distrikt, Südwesten, Südeuropa Russlands oder die Südrussische Wirtschaft bezeichnet. Nach Wolobujew hatte die Ukraine alle Merkmale einer russischen Kolonie und von wurde von Russland wirtschaftlich ausgebeutet.
Unter dem Vorwurf an einer ukrainischen konterrevolutionären Organisation beteiligt gewesen zu sein, die versuchte habe, die Sowjetregierung mit Waffengewalt zu stürzen wurde er am
7. Dezember 1933 verhaftet und am 8. Mai. 1934 zu fünf Jahren in einem Lagerhaft verurteilt. Das Urteil wurde anschließend zu fünf Jahren Verbannung in Kasachstan umgewandelt. Nach seiner Freilassung 1943 lebte er zunächst in der Region Krasnodar und zog 1948 nach Rostow am Don. Nachdem er im August 1957 rehabilitiert worden war, zog er 1961 nach Donezk, wo er kurz am Wirtschafts- und Handelsinstitut arbeitete. Seine letzten Lebensjahre verbrachte Wolobujew als Lehrer in Rostow am Don, wo er 69-jährig starb.